# آدمخوار (مجموعه تلویزیونی)
آدمخوار یک مجموعه تلویزیونی به کارگردانی و نویسندگی جواد مزدآبادی محصول سال ۱۳۸۵ است که از شبکه دو سیما پخش شد.

## داستان
داستان این سریال دربارهٔ دو دوست است که با هم دفتری در خصوص بازاریابی و شرکت‌های هرمی تأسیس می‌کنند و به جذب مردم می‌پردازند، ولی در ادامه کار با مشکلاتی مواجه می‌شوند…